# Alain Bernaud
Alain Henri Bernaud (* 8. März 1932 in Neuilly-sur-Seine; † 4. Dezember 2020 in Paimpol) war ein französischer Komponist.

## Leben
Bernaud entstammt einer Musikerfamilie. Sein Vater spielte Violine und Viola, seine Mutter, eine Pianistin, war die Tochter des ehemaligen Chorleiters der Opéra-Comique, Marcel Chadeigne. Ersten Unterricht hatte er bei dem Pianisten und Komponisten Jacques Lamy, einem Freund der Familie. 
1938 kam er nach Paris, wo er Unterricht in Klavier und Solfège bei Marie-Louise Boëllmann bekam. Am Conservatoire de Paris besuchte er gemeinsam mit Michel Legrand, Roger Boutry, Jean-Michel Defay und Alain Weber die Solfège-Klasse von Lucette Descaves, studierte Klavier bei Jules Gentil, Harmonielehre bei Jacques de la Presle, Kontrapunkt und Fuge bei Noël Gallon und Komposition bei Tony Aubin. 1957 gewann er mit der Kantate  La Fée Urgèle von Françoise des Varennes nach Théodore de Banville den Premier Grand Prix de Rome.
Während des mit dem Preis verbundenen Aufenthaltes in der Villa Medici in Rom komponierte Bernaud u. a. ein Saxophonquartett, eine Messe, eine Sinfonie und eine Orchesterouvertüre. Nach seiner Rückkehr nach Paris profilierte sich Bernaud vor allem als Komponist von Filmmusiken. Daneben war er Professor für Solfège, seit 1971 für Harmonielehre am Conservatoire de Paris. Nach seiner Pensionierung 1999 übersiedelte er in die Bretagne, wo 2006 sein Requiem für Chor und Orchester entstand.

## Kompositionen
- Sonate pour violon et piano, 1951
- Ouverture à la française für zwei Klaviere, 1953
- Concerto lyrique für Klarinette und Orchester, 1955
- Récitatif et air für Klarinette und Klavier, 1957
- La Fée Urgèle, Kantate, 1957
- Capriccio rustique für Oboe und Klavier, 1958
- Quatuor pour saxophones
- Les Chants de la jungle, 6 Lieder für Bariton und Streichorchester nach Rudyard Kipling
- Fantaisie en mi für Orgel
- Symphonie
- Ouverture für Kammerorchester
- Nocturne für Streichorchester
- Sept Rubaiyat für Sopran und Flöte nach Omar Chajjam
- Messe brève für gemischten Chor und Orgel, 1960
- Concertino da caméra für Fagott und Streichorchester, 1962
- Pavane et Saltarelle für Trompete und Klavier, 1963
- Humoresque für Tuba, Saxhorn oder Cello und Klavier, 1964
- D’une extrême gravité, 2 Stücke für Kontrabass und Klavier, 1956
- Trois pièces pour les percussions, 1967
- Contrastes für Viola und Klavier, 1968
- Réversibilité für Violine und Klavier, 1969
- Phantasmes für Klarinette und Klavier, 1970
- Obliques für Cello und Klavier, 1972
- Incantation et danse für Flöte und Klavier, 1973
- Magyar für Violine und Klavier, 1973
- Sonate für Sopran- und Baritonsaxophon, 1974
- Scherzo für Horn und Klavier, 1975
- Hommage au capitaine Fracasse für Schlagzeug und Klavier, 1976
- Final für Altsaxophon und Klavier, 1977
- Hallucinations für Fagott und Klavier, 1978
- Crescendo, pièces progressives pour les jeunes pianistes, 1979
- Exponentielles für Tenorposaune und Klavier, 1980
- Variations für Oboe und Klavier, 1981
- Rhapsodie für Altsaxophon und Klavier, 1984
- Dies irae Deus misericordiae, 1986
- Le Miroir d’Euterpe, 49 Präludien für Streichquartett, 1990
- Catalyses, Rhapsodie für Klavier, 1997
- Cinq pièces für Celloquartett, Hommage an Howard Buten, 2000
- Variazioni Napoli für Barockcembalo, 2004
- Quatre mouvements pour trois archets et douze cordes für Streichtrio, 2005
- Partita für Cello solo, 2005
- Requiem für Chor und Orchester, 2006

## Filmmusiken
- 1961: Le Trésor des 13 maisons (Fernsehserie, 13 Episoden)
- 1962: De la Perse à l’Iran (Reportage)
- 1963: Rien ne va plus – Regie: Jean Bacqué
- 1963: Suzanne et le cambrioleur (Kurzfilm)
- 1965: Yalta ou le partage du monde (Reportage)
- 1967: Francis au pays des grands fauves (mit Antoine Duhamel, Fernsehserie, 55 Episoden)
- 1968: L’Homme de l’ombre (Fernsehserie, 6 Episoden)
- 1968: Nadar (Reportage)
- 1968: Les Sœurs Barenton (Kurzfilm)
- 1969: L’Homme de désir – Regie: Dominique Delouche
- 1978: Une petite histoire un peu triste (Kurzfilm)
- 1989: Die große Kapriole (La Grande cabriole) – Regie: Nina Companéez